# Apocorophium lacustre
Apocorophium lacustre är en kräftdjursart som först beskrevs av Ernst Vanhöffen 1911.  Apocorophium lacustre ingår i släktet Apocorophium och familjen Corophiidae. Inga underarter finns listade i Catalogue of Life.